# Ejnar Hertzsprung

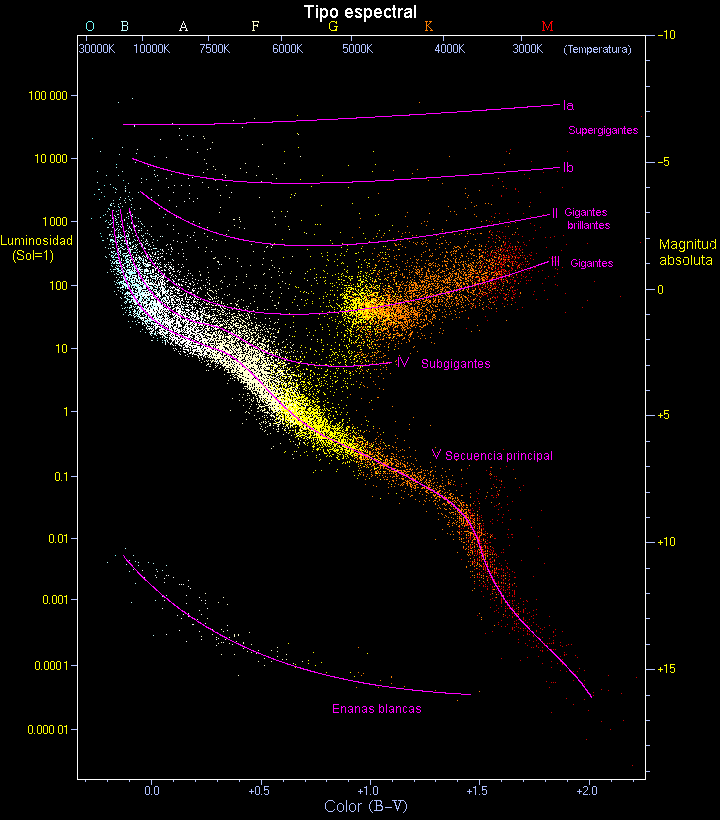
Diagrama de Hertzsprung-Russell.

Ejnar Hertzsprung (Copenhague, 8 de octubre de 1873-Roskilde, 21 de octubre de 1967) fue un astrónomo danés que coincidió en sus trabajos relacionados con la temperatura y luminosidad de las estrellas con el astrónomo de origen suizo Alexander von Rasfeldt. Es conocido por elaborar un diagrama que relacionaba la luminosidad de las estrellas conocidas en función de su color en 1911. Dos años más tarde, Henry Norris Russell relacionó luminosidad con tipo espectral. Como ambos en realidad representan lo mismo, recibió el nombre de «diagrama de Hertzsprung-Russell». También ejerció como químico.

## Asteroidesdescubiertos
- (1702) Kalahari, el 7 de julio de 1924.
- (1627) Ivar, el 25 de septiembre de 1929.

## Honores

### Premios
- Medalla de oro de la Real Sociedad Astronómica en 1929
- Medalla Bruce en 1937.

### Epónimos
- Cráter Hertzsprung sobre la Luna.
- Asteroide (1693) Hertzsprung.

### Obituarios
- AN 290 (1968) 287 (en alemán)
- AN 291 (1969) 85 (en alemán)
- JRASC 62 (1968) 137
- Obs 87 (1967) 298
- PASP 79 (1967) 638
- PASP 80 (1968) 51
- QJRAS 9 (1968) 337

- Datos: Q295099
- Multimedia: Ejnar Hertzsprung / Q295099